# Anomala puncticlypea
Anomala puncticlypea är en skalbaggsart som beskrevs av Lin 1992. Anomala puncticlypea ingår i släktet Anomala och familjen Rutelidae. Inga underarter finns listade i Catalogue of Life.